# Микулино (поселение, Чернигов)
Микулино — памятник археологии местного значения в городе Чернигове, урочище. 

## История
Решением исполкома Черниговского областного совета народных депутатов трудящихся от 19.02.1985 № 75 присвоен статус памятник археологии местного значения с охранным № 4999-Чг под названием Поселение.
Приказом Департамента культуры и туризма, национальностей и религий Черниговской областной государственной администрации от 07.06.2019 № 223 для памятника используется название Поселение «Микулино».

## Описание
Урочище расположено на юго-западной окраине города Чернигова, поблизости к бывшему устью реки Стрижень — на северном берегу старицы реки Десны Ятченкового залива. Сейчас территория урочища занята садово-дачными участками — садовое товарищество «Лоза» — севернее ж/д моста.
На площади свыше 6 га было выявлено давнее поселение. Мощность культурного слоя 0,4-0,6 м. Открыто и обследовано Г. А. Кузнецовым в 1983 году. Были собраны обломки древнерусского кирпича-плинфы и желобчатого кирпича 16-17 веков, плитки и керамики 12-13 и 16-18 веков.
Наряду с четырьмя другими памятниками, поселение локализовано на местности приблизительно, так как не имеет учётной документации, доступ к исследованию и идентификации на местности ограничен. В месте расположения поселения ландшафт вследствие хозяйственной деятельности сильно изменён.